# Mount Elizabeth (Antarktika)
Mount Elizabeth ist ein wuchtiger, eisfreier und 4480 m hoher Berg in der antarktischen Ross Dependency. In der Königin-Alexandra-Kette ragt er etwa 11 km südlich des Mount Anne auf. 
Der Berg wurde während der Nimrod-Expedition (1907–1909) unter der Leitung des britischen Polarforschers Ernest Shackleton entdeckt und nach Elizabeth Dawson-Lambton (1836–unbekannt) benannt, einer privaten Geldgeberin zur Unterstützung der Forschungsreise.